# Kalvskären
Kalvskären är öar i Åland (Finland). De ligger i den södra delen av landskapet, 6 km söder om huvudstaden Mariehamn.